# Путивльський район
Пути́вльський райо́н — колишня адміністративно-територіальна одиниця Сумської області України, адміністративний центр району — місто Путивль, розташоване на правому березі річки Сейму, притоки Десни, за 100 км на північний захід від обласного центру та за 22 км від залізничної станції Путивль.

## Географія
Межує з Конотопським, Глухівським, Кролевецьким, Буринським і Білопільським районами Сумської області, а також, на сході, з Курською областю Росії.
Територія району 1100 кв.км. В районі 94 населених пункти (місто Путивль і 93 сільських населених пункти), 1 міська і 23 сільські ради.

## Історія
Заселення району сягає епохи неоліту (IV—III тисячоліття до н. е.).
Місто Путивль виникло у X столітті, перша письмова згадка про нього міститься в Іпатіївському літописі від 1146 року.
З Путивлем пов'язаний знаменитий похід сіверянських князів на чолі з князем Ігорем Святославичем на половців у 1185 р. Події цього походу оспівані в безсмертному «Слові о полку Ігоревім». Найбільш ліричним образом поеми є знаменитий «Плач Ярославни».
В 1239 р. Путивльські землі були підкорені монголо-татарами. В 1356 р. край входить до складу Великого князівства Литовського, а 1500 р.-до Московської держави. В XVI—XVII століттях Путивль входив до системи «засічних меж». Сторожову службу несли тут московські служиві люди та українські козаки. Особливо багато українських козаків і селян поселилися на Путивльщині в XVII столітті. В складі Московської держави Путивль стає також важливим центром ремесла і торгівлі.
На початку XVII століття Путивльщина стала ареною подій так званого «смутного часу». В 1605 році в Путивлі знаходилась резиденція самозванця Лжедмитрія I, який звідси пішов на Москву. В 1606 році в Путивлі і його окрузі спалахнуло грандіозне народне повстання під проводом Івана Ісаєвича Болотнікова.
Надзвичайно важливою була роль Путивльського краю в подіях визвольної війни українського народу під проводом Богдана Хмельницького. Всі козаки з повіту виїхали «в полки к гетьману». Тут рятувалось мирне населення від репресій шляхетських військ. Тут повсталі закуповували провіант, одержували зброю, боєприпаси, спорядження та інше. Через Путивль здійснювались дипломатичні зв'язки Богдана Хмельницького з Москвою.
Путивль відвідували визначні історичні діячі — українські гетьмани Петро Конашевич-Сагайдачний, Богдан Хмельницький, Іван Мазепа. Двічі побував у місті московський цар Петро I. У середині XVII ст. Путивль відвідали і високопоставлені церковні ієрархи: єрусалимський патріарх Паісій, константинопольський патріарх Афанасій, антіохійський патріарх Макарій.
З кінця XVII ст. Путивль втрачає своє військово-стратегічне значення і перетворюється в рядове провінційне місто Росії. В 1797 р. Путивльський повіт входить до складу Курської губернії.
У 1719 році в Путивльському повіті була заснована велика суконна мануфактура, яка була одним з найважливіших виробників сукна в Російській імперії у XVIII—XIX ст. Мануфактуру заснував купець Іван Дубровський в с. Глушкове Путивльського повіту. Спочатку на ній працювало близько 300 чоловік. В кінці XVIII ст. чисельність зросла і становила більше трьох тисяч, а на початку XIX ст. працівників було вже понад 18 тисяч. Це були кріпаки з навколишніх сіл. Крім них основну масу працюючих складали козаки Корижської сотні, Сумського полку. Щорічно підприємство виробляло близько 100 тисяч аршин сукна. В окремі роки XVIII ст. виробка становила майже 200 тисяч аршин. Мануфактура працювала в основному на вітчизняній сировині і мала добре обладнання: 70 верстатів, 220 самопрядок, 140 залізних веретен, 138 прядильних коліс. Підприємство було одним з найважливіших постачальників сукна для царської армії. Продукція мануфактури була широко відома не тільки на Слобідській Україні, але й далеко за її межами. Продавали її в Москві, Петербурзі, Києві та багатьох інших містах. З мануфактурою була пов'язана символіка старовинного герба міста Путивля: на геральдичному щиті зображено золотим кольором два ткацьких човники.
У 1839—1861 рр. в селі Волокитиному, в маєтку місцевого поміщика Андрія Михайловича Миклашевського, діяв порцеляновий завод. Миклашевський, прагнучи поставити виробництво з розмахом, на європейський взірець, запросив із Франції досвідченого техніка-кераміста Августа д'Арта, який керував заводом до 1851 р. Згодом його наступником став талановитий майстер з місцевих кріпаків Федір Петруня. Виробництво, що було засноване на даровій праці кріпаків, приносило господарю великі прибутки. Наприклад, лише в 1851 році Миклашевський мав прибутку майже 30 тисяч карбованців сріблом. Розкішний посуд, вази, статуетки, предмети побуту завоювали величезне визнання не лише в Російській імперії, а й за кордоном: Сирії, Персії, Італії, Польщі. Завод Миклашевського мав свої магазини в Петербурзі, Москві, Києві, Курську, Харкові та інших містах. Волокитинська порцеляна експонувалася на всіх Всеросійських ярмарках і отримувала великі золоті та срібні медалі. Значне місце серед продукції волокитинців посідало виробництво церковних атрибутів. Іконостас, що було зроблено спеціально для Покровської церкви цього села, згадується в багатьох архівних документах. Високохудожні вироби цього підприємства зараз зберігаються в багатьох музеях світу: Англії, Польщі, Франції, Росії (Санкт-Петербург, Москва, Курськ, Тула, Рильськ), Києві, Харкові, Сумах, Путивлі.
На початку XX ст. на Путивльщині діяли 3 монастирі (Молчанський, Софроніївський і Глинський), 57 православних церков (в тому числі 9 — у м. Путивлі).
Напередодні Першої світової війни в Путивльському повіті налічувалось 190 тис.жителів, зокрема, в м. Путивлі — 13 тис.жителів.
У 1926 р. Путивль і прилегла до нього територія була передана до складу УРСР. У 1920—1930-х роках Путивльский район був автономним російським національним районом у складі УРСР. В 1929 р. в Путивлі почав діяти молокозавод, а в 1932 р.- овочесушильний завод. В 1939 р. Путивльський район увійшов до складу Сумської області.
У роки Німецько-радянської війни Путивльщина стала колискою партизанського руху в Україні. У вересні-жовтні 1941 р. в Спадщанському лісі сформувався партизанський загін, який надалі перетворився на велике з'єднання партизанських загонів Сумської області. Під командуванням С. А. Ковпака і С. В. Руднєва воно пройшло з боями всією Україною — від Путивля до Карпат. А сформована на базі цього з'єднання Перша Українська партизанська дивізія в 1944 р. здійснила рейд на Сан і Віслу.
У 1959 р. в Путивлі почав діяти завод радіодеталей (пізніше — виробниче об'єднання «Сейм»).
У 1963 р. Путивльський район був ліквідований, а в 1965 р. знову відновлений.
У 1986 р. в місті Путивлі був створений Державний історико-культурний заповідник, основними завданнями якого є охорона і пропаганда культурної спадщини рідного краю.

## Населення
Розподіл населення за віком та статтю (2001)
| Стать | Всього | До 15 років | 15-24 | 25-44 | 45-64 | 65-85 | Понад 85 |
| --- | ------ | ----------- | ----- | ----- | ----- | ----- | -------- |
| Чоловіки | 15 704 | 2626        | 2487  | 4560  | 3936  | 2026  | 69       |
| Жінки | 18 674 | 2552        | 2601  | 4324  | 4645  | 4142  | 410      |
| \| Статево-вікова піраміда \| Статево-вікова піраміда \| Статево-вікова піраміда \| \| ----------------------- \| ----------------------- \| ----------------------- \| \| Чоловіки \| Вік \| Жінки \| \| 69 \| 85 + \| 410 \| \| 127 \| 80-84 \| 508 \| \| 409 \| 75-79 \| 1134 \| \| 752 \| 70-74 \| 1432 \| \| 738 \| 65-69 \| 1068 \| \| 1068 \| 60-64 \| 1496 \| \| 597 \| 55-59 \| 799 \| \| 1065 \| 50-54 \| 1155 \| \| 1206 \| 45-49 \| 1195 \| \| 1392 \| 40-44 \| 1298 \| \| 1152 \| 35-39 \| 1067 \| \| 1027 \| 30-34 \| 952 \| \| 989 \| 25-29 \| 1007 \| \| 1046 \| 20-24 \| 866 \| \| 1441 \| 15-20 \| 1735 \| \| 1181 \| 10-14 \| 1092 \| \| 849 \| 5-9 \| 850 \| \| 596 \| 0-4 \| 610 \| |        |             |       |       |       |       |          |
| Статево-вікова піраміда |        |             |       |       |       |       |          |
| Чоловіки | Вік    | Жінки       |       |       |       |       |          |
| 69 | 85 +   | 410         |       |       |       |       |          |
| 127 | 80-84  | 508         |       |       |       |       |          |
| 409 | 75-79  | 1134        |       |       |       |       |          |
| 752 | 70-74  | 1432        |       |       |       |       |          |
| 738 | 65-69  | 1068        |       |       |       |       |          |
| 1068 | 60-64  | 1496        |       |       |       |       |          |
| 597 | 55-59  | 799         |       |       |       |       |          |
| 1065 | 50-54  | 1155        |       |       |       |       |          |
| 1206 | 45-49  | 1195        |       |       |       |       |          |
| 1392 | 40-44  | 1298        |       |       |       |       |          |
| 1152 | 35-39  | 1067        |       |       |       |       |          |
| 1027 | 30-34  | 952         |       |       |       |       |          |
| 989 | 25-29  | 1007        |       |       |       |       |          |
| 1046 | 20-24  | 866         |       |       |       |       |          |
| 1441 | 15-20  | 1735        |       |       |       |       |          |
| 1181 | 10-14  | 1092        |       |       |       |       |          |
| 849 | 5-9    | 850         |       |       |       |       |          |
| 596 | 0-4    | 610         |       |       |       |       |          |

Національний склад населення за даними перепису 2001 року:
| Національність | Кількість осіб | Відсоток |
| -------------- | -------------- | -------- |
| росіяни        | 17769          | 51,65 %  |
| українці       | 16319          | 47,44 %  |
| білоруси       | 104            | 0,30 %   |
| молдовани      | 27             | 0,08 %   |
| німці          | 20             | 0,06 %   |
| інші           | 162            | 0,47 %   |

Мовний склад населення за даними перепису 2001 року:
| Мова       | Кількість осіб | Відсоток |
| ---------- | -------------- | -------- |
| російська  | 20990          | 61,02 %  |
| українська | 13308          | 38,68 %  |
| білоруська | 23             | 0,07 %   |
| молдовська | 10             | 0,03 %   |
| інші       | 70             | 0,20 %   |

Етномовний склад району (рідні мови населення)
|                            | українська | російська |
| Путивльський район         | 38,7       | 61,0      |
| -------------------------- | ---------- | --------- |
| м. Путивль                 | 36,9       | 62,9      |
| Бобинська сільрада         | 25,2       | 74,6      |
| Бояро-Лежачівська сільрада | 91,2       | 7,3       |
| Бунякинська сільрада       | 7,5        | 92,3      |
| Веселівська сільрада       | 15,8       | 83,8      |
| Волокитинська сільрада     | 91,2       | 8,7       |
| В'язенська сільрада        | 93,5       | 6,3       |
| Зінівська сільрада         | 36,9       | 63,1      |
| Козаченська сільрада       | 9,0        | 90,8      |
| Сафонівська сільрада       | 84,9       | 14,0      |
| Линівська сільрада         | 7,0        | 92,8      |
| Мазівська сільрада         | 27,6       | 72,2      |
| Манухівська сільрада       | 43,4       | 56,6      |
| Мачулищанська сільрада     | 18,3       | 81,7      |
| Князівська сільрада        | 26,2       | 73,8      |
| Новослобідська сільрада    | 6,4        | 93,5      |
| Октябрська сільрада        | 93,0       | 7,0       |
| Рев'якинська сільрада      | 9,8        | 90,2      |
| Руднєвська сільрада        | 22,9       | 76,0      |
| Стрільниківська сільрада   | 51,3       | 48,4      |
| Червоноозерська сільрада   | 41,5       | 58,3      |
| Чорнобривкинська сільрада  | 56,4       | 43,3      |
| Юр'ївська сільрада         | 11,6       | 87,9      |
| Яцинська сільрада          | 54,2       | 45,5      |

Населення — 29 723 чоловік, у тому числі міське населення — 16,4 тис. чоловік, сільське — 13,3 тис. чоловік.

## Економіка
Основна галузь економіки — сільське господарство. Промисловість представлена в основному невеликими підприємствами з переробки сільськогосподарської сировини. В останні роки розвивається середній і малий бізнес, в основному у сфері торгівлі і послуг. Є перспективи для розвитку туризму.

## Культура
У Путивльському районі Сумської області на обліку перебуває 84 пам'ятки історії.
У Путивльському районі Сумської області на обліку перебуває 25 пам'яток архітектури.
На території району розташовані 253 об'єкти нерухомої культурної спадщини. Це — пам'ятки археології, історії, архітектури та монументального мистецтва. Архітектурні ансамблі Молчанського монастиря, Спасо-Преображенського собору, церкви Миколи Козацького, а також археологічна пам'ятка «Городок» (дитинець давньоруського Путивля) належать до категорії пам'яток національного значення.
Проблеми збереження і використання історико-культурної спадщини району постійно знаходяться в полі зору Путивльської райдержадміністрації, органів місцевого самоврядування, районної організації Українського товариства охорони пам'яток історії та культури. У 2001 році при підтримці облдержадміністрації був створений благодійний фонд «Вічність», основним завданням якого є сприяння відродженню Молчанського і Софроніївського монастирів. Завдяки спільним зусиллям в останні роки в районі досягнуті певні позитивні зміни у справі збереження культурної спадщини.
22 грудня 2002 року було освячено щойно відроджений Свято-Іллінський храм у Софроніївському монастирі. Зараз тут здійснюються роботи з реставрації Покровської церкви, трапезної палати, а також розпочато роботи з відбудови головного храму монастиря — собору Різдва Богородиці.
26 грудня 2003 року освячено собор Різдва Богородиці у Молчанському монастирі в м. Путивлі.
В районі приділяється увага збереженню пам'яток історії, пов'язаних з Другою Світовою війною 1941—1945 рр.
22 вересня 2001 р. відбулися урочистості з нагоди 60-річчя партизанського руху в Україні, на які прибув Президент України Л. Кучма. Указом Президента цей день був оголошений Днем Партизанської слави в Україні.
Історико-культурна спадщина Путивльщини все більше використовується для туристичних цілей і з метою патріотичного виховання. Щороку місто Путивль відвідує від 20 до 30 тисяч туристів та екскурсантів. З кожним роком збільшується потік туристів із інших областей України. Зростає також інтерес до культурної спадщини нашого краю у ближньому і далекому зарубіжжі. Так, тільки у 2002—2006 рр. Державний історико-культурний заповідник у м. Путивлі відвідали групи з Росії, Польщі, Німеччини, Швейцарії, Болгарії, Туреччини. Очевидно, що в перспективі туризм повинен стати однією з найважливіших галузей народного господарства району.

## Персоналії
У Путивлі пройшли дитячі та юнацькі роки засновників народницької організації «Земля і воля» О. Д. Михайлова та О. І. Баранникова. На Путивльщині довгий час працював художник-реаліст П. О. Левченко (1856—1917) та народився Висоцький Анатолій Лаврентійович (1924—1996) — радянський та український художник, що працював у стилі соціальний реалізм.

## Політика
25 травня 2014 року відбулися Президентські вибори України. У межах Путивльського району було створено 39 виборчих дільниць. Явка на виборах складала — 51,83 % (проголосували 11 572 із 22 325 виборців). Найбільшу кількість голосів отримав Петро Порошенко — 43,03 % (4 980 виборців); Юлія Тимошенко та Сергій Тігіпко — по 11,79 % (по 1 364 виборців), Михайло Добкін — 8,49 % (982 виборців), Петро Симоненко — 5,21 % (603 виборців). Решта кандидатів набрали меншу кількість голосів. Кількість недійсних або зіпсованих бюлетенів — 2,54 %.